# Samantha Ryan
Samantha Ryan (ur. 3 marca 1978 w Kansas) – amerykańska aktorka i reżyserka filmów pornograficznych.

## Życiorys

### Wczesne lata
Urodziła się w Kansas. Po ukończeniu Shawnee Mission Northwest High School w 1996 roku, Samantha uczęszczała na University of Kansas, gdzie była członkiem Sorority Chi Omega.

### Kariera
W 2001 roku, mając 23 lata Ryan po raz pierwszy wystąpiła w filmie porno Shayla Gets Even. Uczestniczyła zarówno w scenach lesbijskich, w tym Vivid Grudge (2006) w reżyserii Paula Thomasa z Monicą Sweetheart czy Girlfriends Films Women Seeking Women 41 (2008) i Metro Bustin' Out Babes (2011) z Anitą Dark, jak i heteroseksualnych, w tym Zero Tolerance Blow Me Sandwich 6 (2004) z Scottem Nailsem, Ass Fanatics 1 (2004) z Markiem Davisem, Fever Xvizion 1 (2004) i X-Worx Dreamgirls Next Door (2005) z Anthonym Hardwoodem, New Sensations Awakening to Love (2010) z Dannym Mountainem, New Sensations Cock Stuffed (2011) z Krisem Slaterem, Zero Tolerance Don't Tell My Husband 2 (2013) z Jamesem Deenem czy Brazzers Dirty Masseur 5 (2013) z Ramónem Nomarem.
Od października 2004 do listopada 2006 była związana z aktorem i reżyserem porno, modelem i muzykiem Kurtem Lockwoodem.
W 2006 roku powstała jej pierwsza własna produkcja Sorority Sluts: Iota Eta Pi.
W 2007 roku zdobyła nominację do AVN Award w kategorii „Najlepsza scena seksu grupowego” w Butt Pirates of the Caribbean (2005). W 2008 roku była nominowana do AVN Award w kategorii „Najlepsza scena seksu solo” w All by Myself (2006). W 2011 roku otrzymała dwie nominacje do AVN Award w kategoriach „Najlepsza aktorka” w Awakening to Love (2010) i „Najlepsza scena seksu w parze” w Gigolos (2010) z Manuelem Ferrarą. W 2013 roku była nominowana do XRCO Award w kategorii „Niedoceniona syrena”.
Pojawiła się też w jednym z odcinków serialu HBO Chemistry – pt.: „Smoke and Mirrors” u boku Jonathana Chase’a, Chada Everetta i Sally Kellerman.
Zamieszkała w Los Angeles w Kalifornii i prowadzi własną oficjalną stronę internetową.

## Nagrody i nominacje
| Rok  | Nagroda    | Kategoria                                      | Film                                              | Inni wykonawcy                                           | Rezultat  |
| ---- | ---------- | ---------------------------------------------- | ------------------------------------------------- | -------------------------------------------------------- | --------- |
| 2006 | AVN Award  | Najlepsza scena seksu samych dziewczyn – wideo | War of the Girls (2005)                           | Mari Possa, Selena Silver i Flower Tucci                 | Nominacja |
| 2007 | AVN Award  | Najlepsza scena seksu grupowego – wideo        | Butt Pirates of the Caribbean (2006)              | Mari Possa, Amber Peach, Herschel Savage i Kurt Lockwood | Nominacja |
| 2008 | AVN Award  | Najlepsza scena seksu solo                     | All by Myself (2006)                              | –                                                        | Nominacja |
| 2009 | AVN Award  | Najlepsza scena seksu samych dziewczyn         | Girls Kissing Girls (2008)                        | Mia Presley                                              | Nominacja |
| 2011 | AVN Award  | Najlepsza scena seksu w parze                  | Gigolos (2010)                                    | Manuel Ferrara                                           | Nominacja |
| 2011 | AVN Award  | Najlepsza aktorka                              | Awakening to Love (2010)                          | –                                                        | Nominacja |
| 2011 | XBIZ Award | Aktorka roku                                   | Awakening to Love (2010)                          | –                                                        | Nominacja |
| 2012 | AVN Award  | Najlepsza scena seksu dziewczyna/dziewczyna    | Girls Kissing Girls 8 (2011)                      | Zoe Voss                                                 | Nominacja |
| 2012 | AVN Award  | Najlepsza aktorka drugoplanowa                 | Pervert (2011)                                    | –                                                        | Nominacja |
| 2012 | XBIZ Award | Aktorka roku                                   | The Interns 2 (2011)                              | –                                                        | Nominacja |
| 2013 | AVN Award  | Najlepsza oryginalna piosenka                  | Elexis & Her Girlfriends 2 (2012) – „You're Gone” | –                                                        | Nominacja |
| 2013 | AVN Award  | Niedoceniona syrena roku                       | –                                                 | –                                                        | Nominacja |
| 2013 | XBIZ Award | Wykonawczyni MILF roku                         | –                                                 | –                                                        | Nominacja |
| 2013 | XBIZ Award | Najlepsza scena w realizacji w parze           | Torn (2012)                                       | Raylene i Tom Byron                                      | Nominacja |
| 2013 | XRCO Award | Niedoceniona syrena                            | –                                                 | –                                                        | Nominacja |
| 2014 | AVN Award  | Najlepsza aktorka drugoplanowa                 | Man of Steel XXX: An Axel Braun Parody (2013)     | –                                                        | Nominacja |
| 2014 | XBIZ Award | Wykonawczyni MILF roku                         | –                                                 | –                                                        | Nominacja |